# Héctor Quintanar
Héctor Quintanar   (Ciutat de Mèxic, 15 d'abril de 1936 - 24 d'octubre de 2013) va ser un compositor i director d'orquestra mexicà.
Quintanar va estudiar harmonia amb Rodolfo Halffter i composició amb Carlos Jiménez-Mabarak al Conservatori de Mèxic. El 1960 es va convertir en membre del taller de composició de Carlos Chávez, on posteriorment va dirigir el departament de música electrònica. Entre els seus alumnes hi va haver la seva conciutadana Graciela Agudelo. També va ser director de l'orquestra simfònica de la Universitat de Mèxic, de les orquestres simfòniques de Xalapa i Guadalajara i de l'òpera de Morelia i va ser director artístic del Teatro Juárez de Guanajuato.
A més d'una simfonia i altres obres orquestrals, música de cambra, una cantata i cançons, va escriure nombroses obres per a instruments electrònics.